# Kauksi Ülle
Kauksi Ülle (ur. Ülle Kahusk 23 września 1962 w Võru) – estońska pisarka i scenarzystka ściśle związana ze zwyczajami i historią południowej Estonii.

## Życie i praca
Zgodnie z tradycją jej ojczyzny w południowej Estonii, często pojawia się pod imieniem Kauksi Ülle. Systematycznie pisze w języku võro w celu ożywienia tego języka. Jej prace przypisywane są jako przykłady etnofuturyzmu. Obecnie mieszka we wsi Obinitsa.
Kauksi Ülle dorastała na wsi w hrabstwie Võru i uczęszczała do szkół w Rõuge i Võru. W 1986 roku ukończyła studia na Uniwersytecie w Tartu, uzyskując dyplom z historii. Następnie pracowała w redakcji magazynu Kultuur ja Elu, w oddziale  Tartuskim dla Związku Pisarzy Estońskich, w Võru Raadio oraz w fundacji Fenno-Ugria.

## Twórczość

### Wiersze
- 1987 – Kesk umma mäke
- 1989 – Hanõ vai luigõ
- 1991 – Jyriyy
- 1995 – Agu ni Eha. Morn and Eve (w języku võro i angielskim)
- 1996 – Kuldnaanõ. Kultanainen (w języku võro i fińskim)
- 2001 – Nõsõq rõõmu mõrsija
- 2003 – Käänüpäiv
- 2005 – Emaemamaa
- 2012 – Palunõiaq
- 2012 – Valit luulõq

### Proza
- 1997 – Säng
- 1998 – Paat
- 2000 – Huuv´
- 2003 – Uibu

### Dramaty
- 2004 – Taarka
- 2006 – Kuus tükkü